# Fask
Fask (franska: Fask (CR), Fask (Commune Rurale), arabiska: الشاطئ الأبيض) är en kommun i Marocko.   Den ligger i provinsen Guelmim och regionen Guelmim-Oued Noun, i den centrala delen av landet, 700 km söder om huvudstaden Rabat. Antalet invånare är 3 404.